# Devel
Devel presso gli zingari è il nome dell'Ente Supremo.
Secondo gli zingari è un Dio buono e creatore, un Dio personale e creatore, che a seconda dei casi viene identificato con il Dio cristiano o con quello musulmano.
Dopo il contatto con il Cristianesimo, si fa una distinzione fra il baro o phuro devel (il "grande" o "vecchio Dio") e il tikno o tarno devel (il "piccolo" o "giovane Dio"), che è Cristo. La parola devel deriva dal sanscrito Deva ("dio").